# 圖奧內拉的天鵝

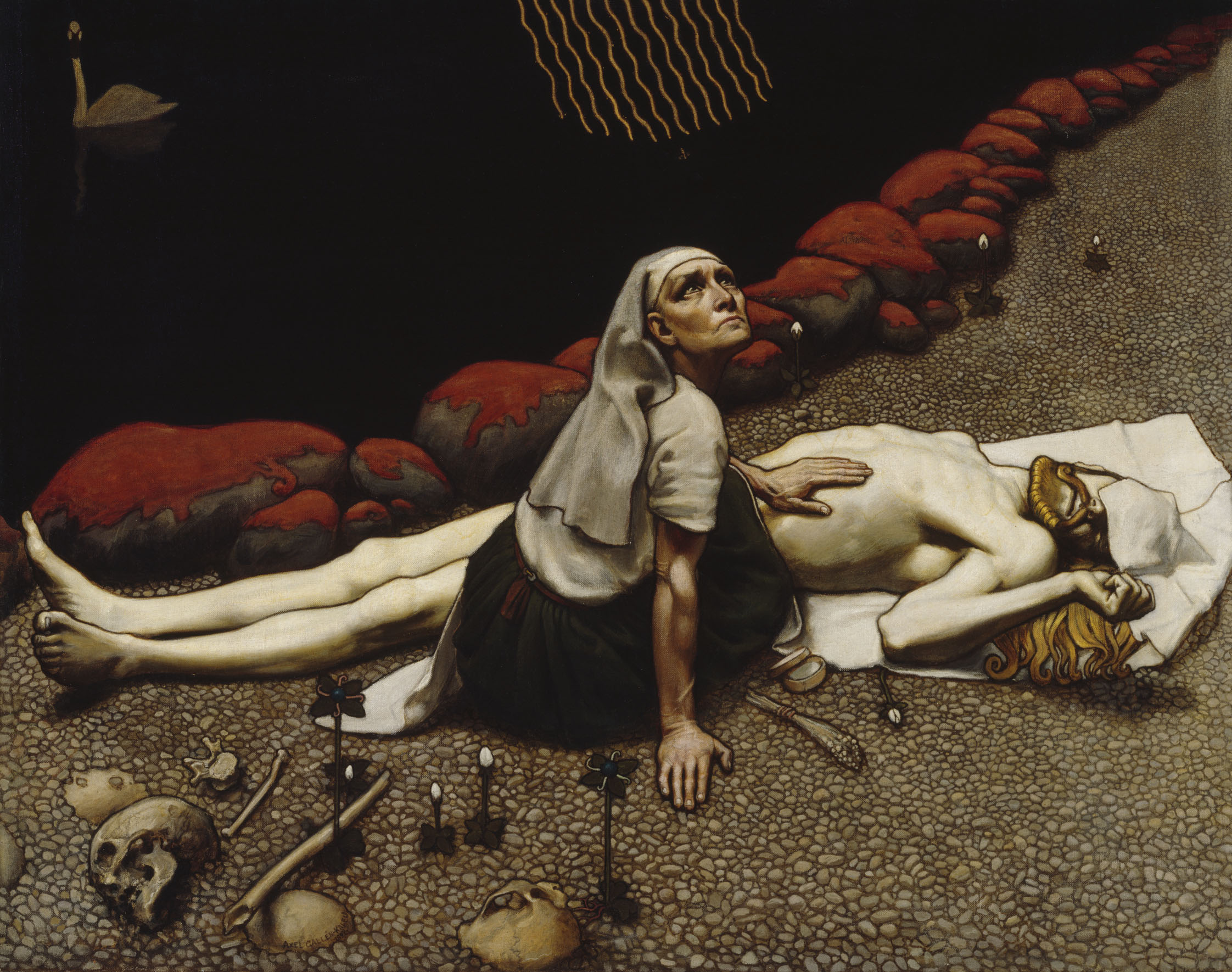
《勒明盖宁的母亲》，由阿克塞利·加伦-卡勒拉在1897年所作。勒明盖宁的母亲在图奥内拉河边拯救她的儿子

《圖奧內拉的天鵝》，作品22第2號，（英語：The Swan of Tuonela，或译为《圖翁內拉的天鵝》，華語區域亦有譯作《黄泉的天鵝》），是芬蘭作曲家西貝流士的交響作品，是他於1896年創作的管絃樂組曲《藍敏凱寧組曲》中的第2首，當中英國管在樂曲中擔當近乎獨奏的位置，令這樂曲得以經常獨立於組曲之外而作單獨的演奏。

## 背景
西貝流士對語言學家埃利亚斯·伦罗特所編纂的詩集《卡勒瓦拉》一直都深感興趣，並且以此寫成了一系列的作品，《藍敏凱寧組曲》是其中一首，取自詩集內不同的內容而寫成。可惜反應只是一般。後來作曲家將第2樂章獨立地抽出，再重新改編，並於1901年以獨立作品公演，並得到了成功，至此常被獨立演奏，原來的版本草稿則已遺失。
藍敏凱寧是芬蘭神話中的一位英雄，經歷過不少的歷險事件，有一次，他在圖奧內拉的「亡靈之河」上嘗試捕獵在河上的天鵝時，意外遇溺（另外亦有版本指他被毒箭所射死），及後藍敏凱寧的母親得悉事件，帶同了一支具魔法的耙來到河邊，把藍敏凱寧的身體碎塊打撈起來及鏠合，再靠著從一隻蜜蜂從烏科那邊帶來了蜜糖，最終把藍敏凱寧救回來。

## 配器
- 獨奏樂器：英國管
- 木管樂器：1雙簧管（只有極少部份且與英國管部份完全重覆）、1低音單簧管、2巴松管
- 銅管樂器：4圓號、3長號
- 敲擊樂器：定音鼓、大鼓
- 絃樂器：第1小提琴（分4部）、第2小提琴（分4部）、中提琴（分2部）、大提琴（分2部）、低音提琴（分2部）、1豎琴[3]